# Curt Pflugbeil
Curt Leopold Pflugbeil (Hütten, 9 mei 1890 – Weende, 31 mei 1955) was een Duitse officier en General der Flieger tijdens de Tweede Wereldoorlog.

## Leven
Op 9 mei 1890 werd Curt Pflugbeil in Hütten bij Königstein geboren. Zijn vader Fritz Pflugbeil was eigenaar van een stoomzagerij. De moeder van Curt Pflugbeil was Sophie Pflugbeil (geboortenaam Geißler). Pflugbeil had een broer, de Generalleutnant Johann Pflugbeil (1882-1951).
Op 1 april 1910 trad Curt Pflugbeil in dienst van het Saksische leger, en werd bij het 10. Königlich Sächsisches Infanterie-Regiment Nr. 134 in Plauen geplaatst. Na zijn bezoek aan de Kriegsschule (militaire school) Hannover, werd hij op 23 november 1911 tot Leutnant  bevorderd. Daarna werd hij als compagniesofficier in de 2e compagnie ingezet.

### Eerste Wereldoorlog
Als Zugführer (pelotonscommandant) nam Pflugbeil met zijn regiment aan het Westfront aan de Eerste Wereldoorlog deel. In juni 1915 kon hij als commandant van een MG-compagnie, een beslissend doorbraak door vijandelijke troepen in Givenchy-lès-la-Bassée aan het Artesiëfront voorkomen. Hiervoor werd Pflugbeil door de Saksische koning Frederik August III van Saksen op 21 juli 1915 met de Militaire Orde van Sint-Hendrik onderscheiden.
In 1915 had hij een overplaatsing naar de Luftstreitkräfte aangevraagd, en werd daarop tot gevechtspiloot en waarnemer opgeleid. Op 21 oktober 1915 werd hij tot Oberleutnant bevorderd. Vanaf 15 december 1915 tot eind januari 1916 volgde hij de opleiding tot piloot bij het Fliegerersatz-Abteilung 10. Daarna was hij tot december 1916 als gevechtspiloot bij het Kampfstaffel 24, en later bij Kampfgeschwader 4 der Obersten Heeresleitung (Kagohl 4)  geplaatst geweest. Op 19 december 1916 werd hij tot commandant van het Kampfstaffel 27 benoemd. Van januari tot 20 juni 1917 was hij als gevechtspiloot bij het Schutzstaffel 9 geplaatst. Aansluitend nam Pflugbeil het commando van het Kampfstaffel 23 in het Kampfgeschwader 4 over. Op 23 april 1918 raakte hij bij een crash van zijn vliegtuig zwaargewond. Na een ziekenhuisverblijf en daaropvolgend verlof keerde Pflugbeil pas op 1 augustus 1918 terug in de dienst, waarop hij aan het Armeeflugpark 11 toegewezen werd. Hij bleef bij deze eenheid tot na het einde van de oorlog en de demobilisatie van het flugpark op 13 januari 1919. Pfugbeil was met de beide klassen van het IJzeren Kruis 1914 onderscheiden.

### Interbellum
In januari 1919 kwam Pflugbeil als gerechtsofficier bij het Fliegerersatz-Abteilung 6. Hij verliet dit onderdeel weer in op 11 februari 1919. Na het Verdrag van Versailles, en het daaruit resulterende verbod op militaire luchtvaart in Duitsland. Werd Pflugbeil naar zijn stamregiment teruggeplaatst, en diende daar tot het eind februari 1919 opgeheven werd. Hij sloot zich als MG-officier  bij het Freiwilligen-Grenz-Regiment 1 aan. Hij was in dezelfde functie ook bij het Grenzjäger-Regiment 4 actief. Op 5 september 120 werd Pflugbeil als Oberleutnant in de Reichswehr opgenomen. Hij werd als compagnieofficier bij het Reichswehr-Infanterie-Regiment 37. geplaatst. Deze eenheid behoorde in het voorjaar van 1920 ook tot het 200.000 man sterke overgangsleger. Bij het opbouwen van het 100.000 man sterke Reichsheer van de Reichswehr, werd hij in het 11. (Sächsisches) Infanterie-Regiment opgenomen. Bij deze eenheid werd hij op 1 april 1921 tot Hauptmann bevorderd, en werd tot chef van de 1e compagnie in Freiberg benoemd. Op 1 oktober 1926 werd zijn rang van Hauptmann naar Rittmeister gewijzigd. En werd hij naar het 11. (Preuß.) Reiter-Regiment overgeplaatst. Pflugbeil werd tot 31 juli 1927 naar de staf van de 4e Divisie in Dresden gecommandeerd. In aansluiting hierop werd hij naar een Ausbildungsstab des Lehrgangs für Heerestechnik gecommandeerd. In het voorjaar van 1927 behoorde hij tot het opleidingseskadron van het 11. (Preuß.) Reiter-Regiment in Ohlau. Op 31 maart 1928 nam hij ontslag uit de actieve dienst. En vanaf 1 april 1928, vermomd als burger ging hij naar de Sovjet-Unie, Zweden en Italië om in het geheim een luchtmacht op te bouwen. Dit werd alleen gedaan als camouflage, en hij volgde de komende drie jaren verschillende geheime pilotenopleidingen. Op 1 april 1931 werd Pflugbeil als Rittmeister met zijn RDA wederom weer in de Reichswehr opgenomen. In april 1931 werd hij bij de staf van de 3e Divisie van de Reichswehr in Berlijn ingedeeld. Op 1 november 1931 werd hij tot Major bevorderd. Als gevolg van zijn bevordering werd tot commandant van de 2. (Preußische) Fahr-Abteilung benoemd. Op 30 juni 1933 nam Pflugbeil, om camouflage redenen, ontslag uit het Heer en ging tot september 1933 bij de nog immer geheime Luftwaffe werken. Op 1 oktober 1933 trad hij officieel in dienst van de nog in opbouw zijnde Luftwaffe. Tot november 1933 was hij officier Zur besonderen Verwendung (z.b.V.) (voor speciaal gebruik) in het Reichsluftfahrtministerium (Rijksluchtvaartministerie). Van december 1933 tot februari 1934 diende hij als commandant van het Vorkommandos der Schule Lechfeld. In maart 1934 volgde zijn benoeming tot directeur van de Blind- und Höhenflugzentrale des Deutschen Flugwetterdienstes, die in werkelijk een gecamoufleerde Kampffliegerschule was. Op 1 augustus 1934 werd Pflugbeil tot Oberstleutnant bevorderd. Als zodanig werd hij op 1 oktober 1935 tot Inspekteur der Kampfflieger (vrije vertaling: Inspecteur van de Gevechtspiloten) in het Reichsluftfahrtministerium (RLM) in Berlijn benoemd. In deze functie, die hij tot 6 augustus 1939 bekleedde, was hij ook van april tot september 1937 mit der Wahrung der Geschäfte beauftragt (m.d.w.d.G.b.) Hogere commandant van de Luftwaffe-trainingstroepen en van 4 juli tot 6 augustus 1934 plaatsvervanger van de commandant van de 4. Flieger-Division (4e Vliegersdivisie) General der Flieger Alfred Keller.

### Tweede Wereldoorlog
In de loop van algemene mobilisatie werd Pflugbeil op 7 augustus 1939 tot commandant van de Luftgaustab z.b.V. 8 in de Luftgau VIII benoemd. Tijdens het begin de van Tweede Wereldoorlog was hij ook in deze functie werkzaam. Aansluitend was hij van 8 oktober 1939 tot 23 juni 1940 commandant van de Luftgaustab z.b.V. 16. Na de Slag om Frankrijk, werd Pflugbeil tot Kommandierender General (Bevelvoerend-generaal) en bevelhebber van de Luftgau België-Noord-Frankrijk benoemd. Op 20 augustus 1940 werd hij tot Kommandierender General van het IV. Fliegerkorps benoemd, dat hij tot 3 september 1943 overwegend aan het Oostfront aanvoerde. Op 1 september 1940 werd hij tot Generalleutnant bevorderd. Vanaf de zomer van 1941, werd het IV. Fliegerkorps in de zuidelijke sector van het Oostfront ingezet. Voor zijn leiderschapsprestaties werd hij op 5 oktober 1941 met het Ridderkruis van het IJzeren Kruis onderscheiden. Op 4 september 1943 gaf Pflugbeil zijn commando weer aan de General der Flieger Rudolf Meister over. Hij was inmiddels met de beide klassen van het Herhalingsgesp bij IJzeren Kruis 1939 onderscheiden. Vanaf de zomer van 1944 werd Pflugbeil tot opperbevelhebber van de Luftflotte 1 (1e Luchtvloot) benoemd. Hij hield deze positie tot 17 april 1945, daarna werd  de Luftflotte 1 hernoemd in het Luftwaffen-Kommandos Kurland. Op 27 augustus 1944 met het Ridderkruis van het IJzeren Kruis met Eikenloof onderscheiden, voor zijn leiderschap tijdens de verdedigingsgevechten. Op 8 mei 1945 raakt hij in Russische krijgsgevangenschap.

## Na de oorlog
Op 8 juni 1950 werd Pflugbeil in Moskou tot 25 jaar dwangarbeid veroordeeld. Maar gezien zijn slechte gezondheid, dit omdat hij aan blaaskanker leed, werd hij op 4 januari 1954 uit krijgsgevangenschap ontslagen. Hij keerde naar de Bondsrepubliek Duitsland terug, en overleed op 31 mei 1955 in Weende.

## Militaire carrière
- General der Flieger: 1 februari 1942[2][10][11][3]
- Generalleutnant: 1 september 1940[2][10][11][3]
- Generalmajor: 1 januari 1939[2][10][11][3]
- Oberst: 1 april 1936[2][10][11][3]
- Oberstleutnant: 1 augustus 1934[2][10][11]
- Major: 1 november 1931[2][10][11]
- Hernoemd in Rittmeister: 1 oktober 1926[2][10][3]
- Hauptmann: 1 april 1921[2] (RDA vastgesteld op 18 augustus 1918)[10][11][3]
- Oberleutnant (Reichswehr): 5 september 1920[10]
- Oberleutnant: 21 oktober 1915[2][10][11][3]
- Leutnant: 23 november 1911[2][10][3]
- Fähnrich: 7 november 1910[2][10]
- Fahnenjunker-Unteroffizier: 13 augustus 1910[2][10]
- Fahnenjunker: 1 april 1910[10][3]

## Onderscheidingen
Selectie:
- Ridderkruis van het IJzeren Kruis met Eikenloof (nr.565) op 27 augustus 1944 als General der Flieger en Opperbevelhebber van de Luftflotte 1[2][10][11][3][12]
- Ridderkruis van het IJzeren Kruis (nr.335) op 5 oktober 1941 als Generalleutnant en Kommandierender General van het IV. Flieger-Korps[2][11][3][12]
- IJzeren Kruis 1914, 1e Klasse[3] (7 oktober 1916)[10][2] en 2e Klasse[3] (14 september 1914)[10][2]
- Herhalingsgesp bij IJzeren Kruis 1939, 1e Klasse (7 oktober 1939)[10][2] en 2e Klasse (15 juni 1940)[10][2]
- Erekruis voor Frontstrijders in de Wereldoorlog op 2 oktober 1936[10]
- Ridder in de Militaire Orde van Sint-Hendrik op 27 juli 1915[2][11]
- Ridder in de Huisorde van Hohenzollern met Zwaarden[3] op 17 april 1918[2][11]
- Ridder der Tweede Klasse in de Albrechtsorde met Zwaarden[2]
- Ridder der Tweede Klasse in de Orde van Verdienste (Saksen) met Zwaarden[2]
- Orde van Michaël de Dappere, 3e Klasse 19 september 1941[10][2]
- Gezamenlijke Piloot-Observatiebadge in Goud met Diamanten voor mannen[10]
- Hij werd viermaal genoemd in het Wehrmachtsbericht. Dat gebeurde op:
- 31 oktober 1941[2][10] citaat Wehrmachtsbericht[3][13]:

„Von deutschen und rumänischen Truppen scharf verfolgt, ist der Feind auf der Krim in voller Flucht. Damit haben die langen und schweren Durchbruchskämpfe ihre Krönung gefunden, mit denen die Infanteriedivisionen der Armee des Generals der Infanterie von Manstein im Verein mit dem Fliegerkorps des Generalleutnants Pflugbeil die schmalen Landengen bezwungen haben, die zur Halbinsel führen.“
„Door de Duitse en Roemeense troepen vervolgde vijand, is op volle vlucht uit de Krim. Daarmee hebben de lange en zware doorbraak gevechten hun bekroning gevonden, met hen die de infanteriedivisies van het leger van de Generaal der Infanterie von Manstein verenigd met het vliegerkorps van de Luitenant-generaal Pflugbeil die smalle landengtes bedwongen hadden, die ze naar het schiereiland voerde.“
- 30 mei 1942[2][10] citaat Wehrmachtsbericht[3][14]:

„Die Luftwaffenverbände des Generalobersten Löhr und des Generals der Flieger Pflugbeil unterstützten in schonungslosem Einsatz die Kämpfe des Heeres in der Abwehr wie im Angriff und schlugen die feindliche Luftwaffe aus dem Felde.“
„De luchtmachteenheden van de Kolonel-generaal Löhr en de Generaal der Vlieger Pflugbeil ondersteunde in een meedogenloos inzet de gevechten van het leger in een defensieve slag zoals in een aanval en sloegen de vijandelijke luchtmacht uit het veld.“
- 11 april 1944[2][10] citaat Wehrmachtsbericht[3][15]:

„An dem Erfolg der Abwehrschlacht hat die Luftflotte des Generals der Flieger Pflugbeil hervorragenden Anteil.“
„Aan het welslagen van de verdedigingsslag had de Luchtvloot van de Generaal der Vliegers Pflugbeil een uitstekend aandeel.“
- 1 januari 1945[2][10] citaat Wehrmachtsbericht[3][16]:

„In 11 schweren Kampftagen haben die unter dem Oberbefehl des Generalobersten Schörner kämpfenden Verbände des Heeres, der Waffen-SS und lettischen SS-Freiwilligen, hervorragend unterstützt durch die fliegenden Verbände und Flakeinheiten der Luftwaffe unter Führung ihres Oberbefehlshabers, General der Flieger Pflugbeil, den Ansturm von 46. Schützendivisionen und 22 Panzer- und Sturmgeschützverbänden abgeschlagen.“
„In 11 zware gevechtsdagen onder het opperbevel van de Kolonel-generaal Schörner vochten de eenheden van het leger, de Waffen-SS en Letse SS-vrijwilligers, en uitstekend ondersteund door de vliegende eenheden en FLAK-eenheden van de luchtmacht onder leiding van hun opperbevelhebber, Generaal der Vliegers Pflugbeil de 46 aanstormende infanteriedivisies en de 22 tank- en gemechaniseerd geschuteenheden afgeslagen.“